# Кур'єль-де-Дуеро
Кур'єль-де-Дуеро (ісп. Curiel de Duero) — муніципалітет в Іспанії, у складі автономної спільноти Кастилія-і-Леон, у провінції Вальядолід. Населення — 135 осіб (2010).
Муніципалітет розташований на відстані близько 140 км на північ від Мадрида, 50 км на схід від Вальядоліда.

## Демографія
Динаміка населення (INE ):